# Apristurus gibbosus
Apristurus gibbosus – gatunek ryby chrzęstnoszkieletowej z rodziny Pentanchidae, występujący w północno-zachodnim Oceanie Spokojnym u wybrzeży Morza Południowochińskiego na głębokości około 915 metrów. Dorosłe osobniki osiągają 388–410 cm długości. Podobnie jak inne Pentanchidae jest jajorodny.